# Fabrizio Clerici
Pour les articles homonymes, voir Clerici.
Fabrizio Clerici, né le 15 mai 1913 à Milan et mort le 7 juin 1993 à Rome, est un artiste italien, peintre, architecte, photographe, metteur en scène et créateur de costumes. Ses œuvres ont été exposées notamment au MoMA, au musée Solomon R. Guggenheim de New York, au musée Pouchkine de Moscou, aux musées du Vatican et au Centre Pompidou à Paris.

## Expositions individuelles
- 1943: Milano, Mostra personale di Fabrizio Clerici, Galleria d'Arte Cairola
- 1943: Roma, Litografie e disegni di Fabrizio Clerici, Galleria Minima Il Babuino
- 1945: New York, Disegni di Fabrizio Clerici e acqueforti di G. Viviani, Julien Levy Gallery
- 1946: Milano, Disegni di Fabrizio Clerici, Galleria del Naviglio
- 1949: Roma, Fabrizio Clerici, Galleria dell'Obelisco
- 1950: Firenze, Pitture e disegni di Fabrizio Clerici e Stanislao Lepri, Galleria Bruzzichelli
- 1952: Parigi, Fabrizio Clerici. Peintures & Dessins, Galerie Doucet
- 1955: Roma, Fabrizio Clerici, Galleria del Sagittario
- 1955: New York, Fabrizio Clerici, Sagittarius Gallery
- 1956: San Francisco, Fabrizio Clerici, California Palace of the Legion of Honor Museum
- 1956: Santa Barbara, Fabrizio Clerici, The Santa Barbara Museum of Art
- 1957: Milano, Fabrizio Clerici dipinti e disegni, Galleria dell'Ariete
- 1957: Merano, Piccola mostra grafica Fabrizio Clerici, Kursaal
- 1959: Torino, Fabrizio Clerici, Galleria Galatea
- 1960: Roma, Fabrizio Clerici, Galleria dell'Obelisco
- 1960: Tripoli, Fabrizio Clerici, Centro Italiano di Studi
- 1961: Milano, Fabrizio Clerici, Galleria Minima
- 1963: Milano, Scene e costumi di Fabrizio Clerici, Galleria Attilio Colonnello
- 1963: Roma, Les Chevaliers de la Table Ronde, Centre Culturel Français
- 1963: Napoli, Les Chevaliers de la Table Ronde, Institut Français
- 1968: Venezia, Disegni di Clerici per L'“Orlando Furioso”, Fondazione Giorgio Cini
- 1968: Berlino, Gemälde, Gouachen, Mischtechnik, Zeichnungen und illustrierte Bücher, Galerie des XX. Jahrhunderts
- 1968: Berlino, Bühnenbilder und Kostümentwürfe, Rathauses Tempelhof
- 1969: Roma, Fabrizio Clerici, Galleria Iolas-Galatea
- 1969: Ankara (Galleria dell'Istituto Francese di Cultura), Smirne (Galleria dell'Istituto Francese di Cultura), Istanbul (Galleria dell'Accademia dell'Arte Moderna), Toiles et dessins de Fabrizio Clerici, surréaliste italien
- 1969: Bologna, Fabrizio Clerici, Galleria Forni, 25 ottobre-14 novembre
- 1970: Monaco, Clerici, Galerie R.P. Hartmann
- 1971: Roma, Fabrizio Clerici. Disegni e tempere dal * 1962 al * 1971, Galleria Aldina
- 1971: Hannover, Fabrizio Clerici, Galerie Brusberg
- 1971-1972: Stoccarda, Fabrizio Clerici Zeichnungen und Lithographien, Kunsthaus Fischinger
- 1972: Roma, Fabrizio Clerici, Galleria Giulia
- 1972: Torino, Fabrizio Clerici, Galleria Davico
- 1972: Parma, Fabrizio Clerici, Galleria della Rocchetta
- 1973: Milano, Fabrizio Clerici, Galleria Trentadue
- 1973: Palermo, Fabrizio Clerici, Galleria La Tavolozza
- 1973: Bologna, Fabrizio Clerici, Galleria Forni
- 1974: Ferrara, Fabrizio Clerici. Disegni per l'“Orlando Furioso”, Galleria Civica d'Arte Moderna-Palazzo dei Diamanti
- 1974: Reggio Emilia, Fabrizio Clerici, Ridotto del Teatro Comunale
- 1975: Pienza, Immagini dell'“Orlando Furioso”, Palazzo Comunale
- 1975-1976: Roma, Fabrizio Clerici “Latitudine Böcklin”, Galleria Il Gabbiano
- 1977: Kiev (Museo d'Arte Occidentale), Alma Ata (Museo di Belle Arti), Mosca (Museo Püskin), Tempere e disegni di Fabrizio Clerici
- 1977: Firenze, Les Chevaliers de la Table Ronde, Istituto di Cultura Francese
- 1978: Assisi, Tavole di Fabrizio Clerici per l'“Orlando Furioso” di Ludovico Ariosto, Museo del Tesoro di San Francesco
- 1979: Roma, Variazioni Ariostesche, Galleria Cà d'Oro
- 1979: Bologna, Fabrizio Clerici. Disegni per “Il Milione” di Marco Polo, Galleria Forni
- 1979: Milano, Disegni, acquerelli e grafiche di Fabrizio Clerici per “Il Milione” di Marco Polo, Galleria del Naviglio
- 1979: Torino, Fabrizio Clerici. Disegni per “Il Milione” di Marco Polo, Galleria Davico
- 1980: Parigi, Fabrizio Clerici (Fiac 80), Grand Palais
- 1981: Palermo, Fabrizio Clerici. Disegni per “Il Milione” di Marco Polo, Galleria La Tavolozza
- 1981: Bruxelles, Fabrizio Clerici, Galerie Philippe Guimiot
- 1981: Bologna, Fabrizio Clerici. I disegni per l'“Orlando Furioso”, Galleria d'Arte Moderna-Museo Civico
- 1982: Cortina d'Ampezzo, Fabrizio Clerici, Galleria d'Arte Moderna Rimoldi-Ciasa de ra Regoles
- 1982: Milano, Variazioni Tebane su “Thamos, König in Aegypten”, Studio Steffanoni
- 1983: Roma, Disegni di Fabrizio Clerici. “alle cinque da Savinio”, Galleria Cà d'Oro
- 1983: Torino, Variazioni Tebane su “Thamos, König in Aegypten”, Galleria Davico
- 1983: Parigi, Fabrizio Clerici, Grand Palais
- 1983: Cremona, Fabrizio Clerici, Palazzo del Comune
- 1983-1984: Ferrara, Fabrizio Clerici, Galleria Civica d'Arte Moderna-Palazzo dei Diamanti
- 1984: Ivrea, Fabrizio Clerici, Centro Congressi La Serra
- 1985: Ferrara, Disegni di Fabrizio Clerici, Studio d'Arte Melotti
- 1985: Londra, Fabrizio Clerici, Solomon Gallery
- 1985: Parma, Fabrizio Clerici, Consigli d'Arte
- 1987: Caserta, Fabrizio Clerici. Qual linea al centro, Palazzo Reale
- 1990: Roma, Fabrizio Clerici. Dipinti e disegni, Galleria Nazionale d'Arte Moderna
- 1990: Roma, Fabrizio Clerici. I disegni per l'“Orlando Furioso”, Accademia Nazionale di San Luca
- 1991: Milano, Fabrizio Clerici al Teatro alla Scala. Bozzetti e figurini 1953-1963. Ridotto dei palchi, Teatro alla Scala
- 1994: Roma, Fabrizio Clerici. Opere inedite, Accademia Nazionale di San Luca
- 1996: Bad Frankenhausen, Fabrizio Clerici 1913-1993, Panorama Museum
- 1996: Orvieto, Fabrizio Clerici. I Corpi di Orvieto, Palazzo dei Sette
- 1998: Cesena, Fabrizio Clerici, Galleria Comunale d'Arte
- 1998: Il Cairo, Fabrizio Clerici. Ritorno in Egitto, Pittura e Scenografia, Akhnatoon Centro delle Arti - Zamalek
- 1998: Stoccarda, Fabrizio Clerici, Galerie Götz
- 1999: Conegliano, Fabrizio Clerici, opere 1928-1992, Palazzo Sarcinelli
- 2004: Sperlonga, Fabrizio Clerici. Dipinti e opere su carta 1959-1989,Museo Archeologico Nazionale
- 2004: Roma, Fabrizio Clerici Una retrospettiva, Complesso del Vittoriano
- 2006-2007: Pordenone, Fabrizio Clerici Opere 1938 – 1990, Galleria Sagittaria
- 2007: Marsala, Fabrizio Clerici Opere 1937 – 1992, Convento del Carmine